# Archidasyphyllum
Archidasyphyllum (Cabrera) P.L.Ferreira, Saavedra & Groppo, 2019 è un genere di piante angiosperme eudicotiledoni della famiglia delle Asteraceae.

## Descrizione
Le specie di questa voce sono piante annue o perenni con portamenti erbacei o arbustivi. Possono essere presenti delle spine ascellari fascicolate.
Le foglie lungo il caule sono a disposizione alternata. La forma delle lamine è varia: intera, più o meno ovata con apici mucronati o spinosi. Le stipole sono assenti.
Le infiorescenze sono composte da capolini discoidi terminali scaposi, o raccolti in formazioni cimose-corimbose. I capolini sono formati da un involucro a forma più o meno cilindrica composto da brattee (o squame) all'interno delle quali un ricettacolo fa da base ai fiori. Le brattee disposte in più serie in modo embricato sono di vario tipo sia spinose che prive di spine, a consistenza fogliacea oppure membranosa con bordi variamente dentati, fimbriati o lacerati. Il ricettacolo, a forma piatta in genere è ricoperto da pagliette (raramente è nudo).
I fiori, isomorfici, sono tetra-ciclici (ossia sono presenti 4 verticilli: calice – corolla – androceo – gineceo) e pentameri (ogni verticillo ha 5 elementi). I fiori sono ermafroditi, actinomorfi (raramente possono essere zigomorfi) e fertili.
- Formula fiorale:

*/x K {\displaystyle \infty }, [C (5), A (5)], G 2 (infero), achenio
- Calice: i sepali del calice sono ridotti ad una coroncina di squame.
- Corolla: la corolla, pentamera, pelosa o raramente glabra, ha un tubo con lobi terminali. Può avere varie forme: pseudobilabiata (un lobo isolato e 4 connati); subpseudobilabiata o raramente bilabiata (2/3); subligulata o ligulata. I colori variano da bianco a giallo.
- Androceo: gli stami, inseriti nella gola del tubo della corolla vicino alla base, sono 5 con filamenti liberi, glabri o papillosi e distinti, mentre le antere sono saldate in un manicotto (o tubo) circondante lo stilo. Le antere in genere hanno una forma sagittata con base da caudata a priva di coda e appendice marginata o bilobata. Il polline normalmente è tricolporato a forma sferica o schiacciata ai poli; possiede da alcune depressioni (raramente le depressioni sono assenti).
- Gineceo: lo stilo è filiforme bifido e papilloso; gli stigmi sono divergenti. L'ovario è infero uniloculare formato da 2 carpelli. L'ovulo è unico e anatropo.

I frutti sono degli acheni con pappo. La forma dell'achenio in genere è subcilindrica o spiralata; la superficie è densamente villosa (raramente glabra). Il pericarpo può essere di tipo parenchimatico, altrimenti è indurito (lignificato) radialmente; la superficie è irsuta o glabra. I pappi, formati da una serie di setole piumose decidue o persistenti, sono direttamente inseriti nel pericarpo o connati in un anello parenchimatico posto sulla parte apicale dell'achenio.

## Biologia
- Impollinazione: l'impollinazione avviene tramite insetti (impollinazione entomogama tramite farfalle diurne e notturne).
- Riproduzione: la fecondazione avviene fondamentalmente tramite l'impollinazione dei fiori (vedi sopra).
- Dispersione: i semi (gli acheni) cadendo a terra sono successivamente dispersi soprattutto da insetti tipo formiche (disseminazione mirmecoria). In questo tipo di piante avviene anche un altro tipo di dispersione: zoocoria. Infatti gli uncini delle brattee dell'involucro si agganciano ai peli degli animali di passaggio disperdendo così anche su lunghe distanze i semi della pianta.

## Distribuzione e habitat
La distribuzione delle specie di questo gruppo è esclusivamente sudamericano: Argentina e Cile.

## Tassonomia
La famiglia di appartenenza di questa voce (Asteraceae o Compositae, nomen conservandum) probabilmente originaria del Sud America, è la più numerosa del mondo vegetale, comprende oltre 23 000 specie distribuite su 1 535 generi, oppure 22 750 specie e 1 530 generi secondo altre fonti (una delle checklist più aggiornata elenca fino a 1 679 generi). La famiglia attualmente (2021) è divisa in 16 sottofamiglie. La sottofamiglia Barnadesioideae, con la sua sola tribù Barnadesieae, è una di queste.

### Filogenesi
La sottofamiglia Barnadesioideae solo recentemente, in base a studi filogenetici di tipo molecolare (tutte le Asteraceae - eccetto le Barnadesioideae - hanno una particolare inversione in una data porzione del DNA), è stata elevata di rango tassonomico (prima era posizionata a livello subtribale all'interno della tribù Mutisieae). Nell'ambito della famiglia il gruppo Barnadesioideae, da un punto di vista filogenetico, è in posizione "basale", ossia forma un "gruppo fratello" con il resto della famiglia. Le sue specie sono caratterizzata morfologicamente dalla presenza di spine ascellari ai nodi. Il genere Archidasyphyllum, che nell'ambito della tribù occupa una posizione centrale vicina ai generi Dasyphyllum, Arnaldoa e Fulcaldea, è stato riconosciuto recentemente (2019) ed è stato segregato dal subgen. Archidasyphyllum del genere Dasyphyllum.

### Elenco specie
Il genere comprende 2 specie:
- Archidasyphyllum diacanthoides (Less.) P.L.Ferreira, Saavedra & Groppo, 2019- Distribuzione: Cile e Argentina entrambi meridionali
- Archidasyphyllum excelsum (D.Don) P.L.Ferreira, Saavedra & Groppo, 2019 - Distribuzione: Cile

### Chiave analitica per le specie
Le due specie si distinguono per i seguenti caratteri:
- A. diacanthoides: i capolini sono scaposi e solitari.
- A. excelsum: i capolini sono raggruppati in sinfiorescenze spiciformi.